# Boršíkov
Boršíkov (německy Porschiken) je vesnice, část obce Čížkrajice v okrese České Budějovice v Jihočeském kraji. Nachází se asi 1,3 kilometru severně od Čížkrajic. Vesnicí protéká Boršíkovský potok. Je zde evidováno 16 adres. V roce 2011 zde trvale žilo 39 obyvatel.
Podél vsi protéká Boršíkovský potok, z něhož je napájen také návesní rybníček před čp. 2.

## Historie

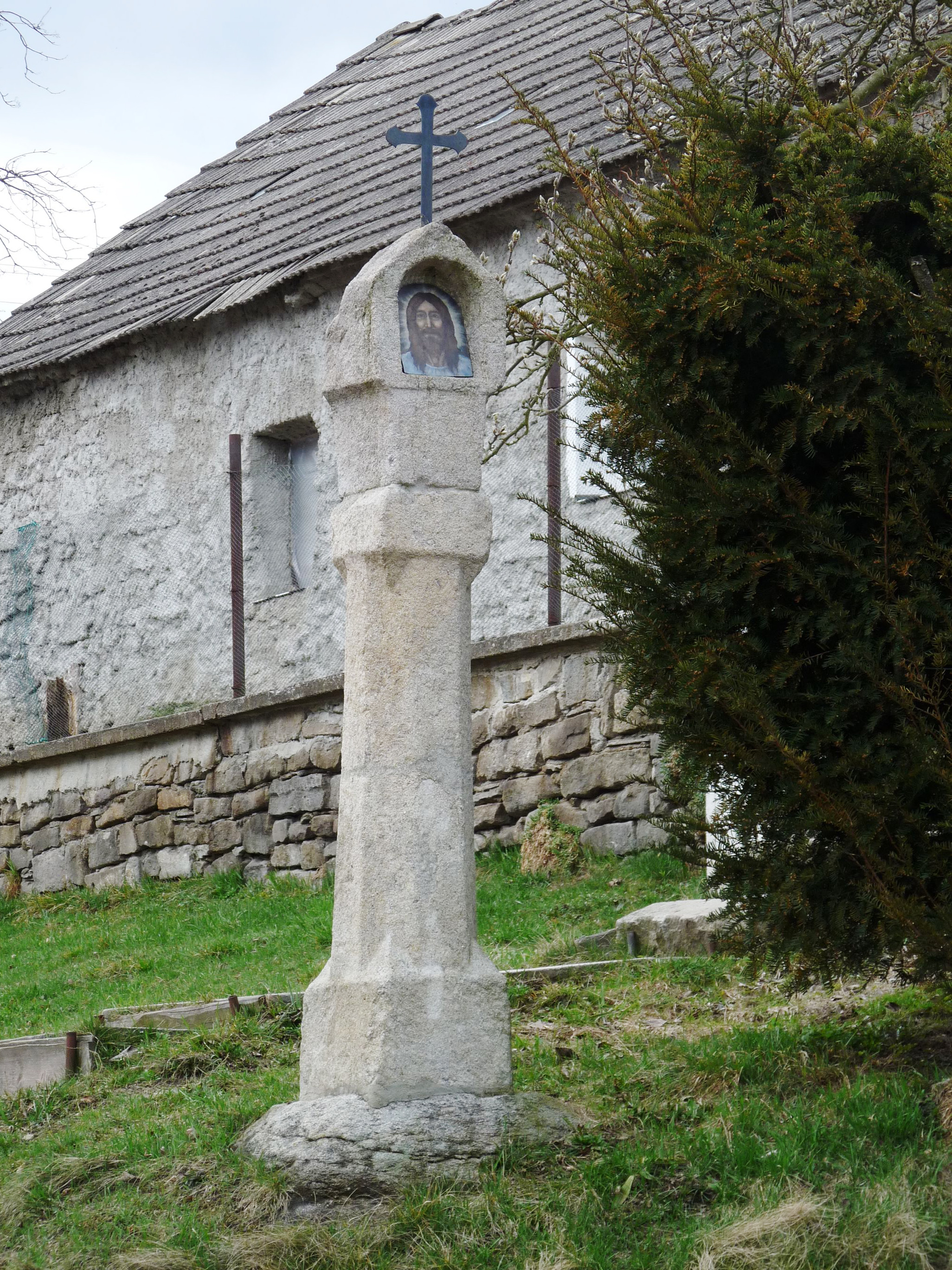
Boží muka na návsi

První písemná zmínka o vesnici pochází z roku 1373.

## Obyvatelstvo
| Rok            | 1869 | 1880 | 1890 | 1900 | 1910 | 1921 | 1930 | 1950 | 1961 | 1970 | 1980 | 1991 | 2001 | 2011 | 2021 |
| -------------- | ---- | ---- | ---- | ---- | ---- | ---- | ---- | ---- | ---- | ---- | ---- | ---- | ---- | ---- | ---- |
| Počet obyvatel | 74   | 93   | 106  | 101  | 84   | 87   | 70   | 47   | 53   | 50   | 44   | 45   | 36   | 39   | 37   |
| Počet domů     | 17   | 17   | 19   | 17   | 17   | 19   | 17   | 17   | 17   | 14   | 13   | 15   | 17   | 17   | 17   |

## Obecní správa
Při sčítání lidu v letech 1850–1889 Boršíkov byl osadou obce Pěčín v okrese Budějovice. V letech 1890–1922 byl osadou obce Kondrač v okrese České Budějovice (v letech 1890–1910 Budějovice). V letech 1922–1943 byl osadou obce Čížkrajice v okrese České Budějovice. V letech 1943–1945 byl osadou města Trhové Sviny v okrese České Budějovice. V letech 1945–1975 byl znovu osadou obce Čížkrajice, se kterým patřil nejprve do okresu České Budějovice, ale v roce 1950 v okrese Trhové Sviny a od roku 1960 opět v okrese České Budějovice. Od 1. ledna 1976 do 31. prosince 1993 byl znovu částí města Trhové Sviny v okrese České Budějovice. Od 1. ledna 1994 je opět částí obce Čížkrajice v okrese České Budějovice.

## Pamětihodnosti
V centru vesnice stojí kaple se zvoničkou datovaná 1930. U čp. 9 se nacházejí boží muka, která kulturní památkou. Druhou kulturní památkou ve vsi je výklenková kaplička za čp. 9.